# SN 1181

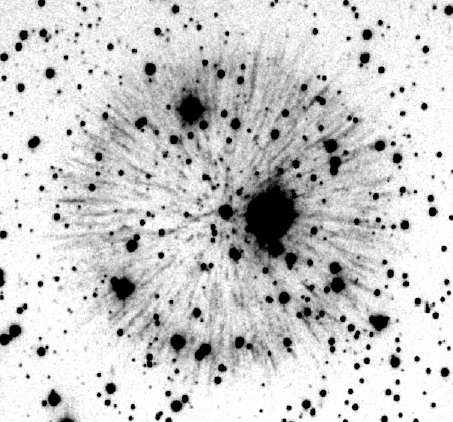
SN 1181の残骸と考えられているIRAS 00500+6713の画像

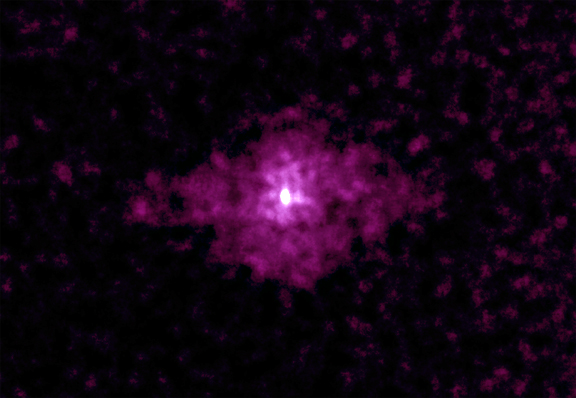
SN 1181の残骸と考えられていた3C 58の画像（チャンドラ撮影）

SN 1181（超新星1181）は、1181年に観測された超新星である。8月4日から8月6日の間にカシオペヤ座で観測されはじめ、中国と日本の天文学者により8つの独立した文献に記録された。肉眼で観測されたことが記録に残っている8個の銀河系内の超新星のひとつで、約185日間にわたって夜空に見えた。
12世紀のイギリスの科学者アレクサンダー・ネッカムがこの超新星に気づき、Liber Ymaginum Deorum に記したといわれる。日本においては、『吾妻鏡』に「治承五年六月廿五日（1181年8月7日）庚午。戌尅。客星見艮方。鎮星色靑赤有芒角。是寛弘三年出見之後無例云々。」とあり、他にも『明月記』や『宋史』などの史料に記録されている。
従来、電波源の3C 58がこの超新星の残骸であると考えられていたが、2022年現在では、同じカシオペヤ座のIRAS 00500+6713のほうが有力視されている。IRAS 00500+6713は2つの白色矮星が合体してできた天体で、合体した際にIax型超新星爆発を起こしたとされる。中心星は白色矮星の限界質量であるチャンドラセカール限界を超える質量を持ちながら中性子星にはなっておらず、今後数千年以内に再度特殊なI型超新星爆発を起こした後、中性子星になるものと予測されている。